# Del Tongo-MG Boys Maglificio
La Del Tongo-MG Boys Maglificio è stata una squadra maschile italiana di ciclismo su strada, attiva nel professionismo dal 1982 al 1991.
Capitanata per sette stagioni, dal 1982 al 1988, da Giuseppe Saronni, proprio con il campione lombardo la Del Tongo ottenne i migliori risultati, soprattutto nel biennio 1982-1983, quando Saronni vinse in sequenza la Tirreno-Adriatico, il Giro di Svizzera, e quindi, in maglia iridata, il Giro di Lombardia e nel nuovo anno la Milano-Sanremo e infine il Giro d'Italia 1983. Nel palmarès della squadra figurano anche il Giro di Lombardia 1986 vinto con Gianbattista Baronchelli, il Giro d'Italia 1991 vinto con Franco Chioccioli e numerosi altri successi con Maurizio Fondriest, Franco Ballerini e Mario Cipollini, che debuttò da pro proprio in maglia Del Tongo.
Nei dieci anni di attività lo sponsor principale fu sempre l'azienda di cucine Del Tongo, di Tegoleto di Civitella in Val di Chiana, supportata per sette stagioni dalla fabbrica brianzola di biciclette Colnago.

## Cronistoria

### Annuario
| Anno | Codice | Nome                         | Cat. | Biciclette | Dirigenza |
| ---- | ------ | ---------------------------- | ---- | ---------- | --- |
| 1982 | -      | Del Tongo-Colnago            | -    | Colnago    | Dir. sportivi: Paolo Abetoni, Pietro Algeri (dal 15 luglio), Livio Balsimini, Carlo Chiappano (fino al 7 luglio) |
| 1983 | -      | Del Tongo-Colnago            | -    | Colnago    | Dir. sportivi: Paolo Abetoni, Pietro Algeri, Livio Balsimini                                                     |
| 1984 | -      | Del Tongo-Colnago            | -    | Colnago    | Dir. sportivi: Paolo Abetoni, Pietro Algeri, Livio Balsimini                                                     |
| 1985 | -      | Del Tongo-Colnago            | -    | Colnago    | Dir. sportivi: Paolo Abetoni, Pietro Algeri                                                                      |
| 1986 | -      | Del Tongo-Colnago-Candy      | -    | Colnago    | Dir. sportivi: Paolo Abetoni, Pietro Algeri                                                                      |
| 1987 | -      | Del Tongo-Colnago            | -    | Colnago    | Dir. sportivi: Paolo Abetoni, Pietro Algeri                                                                      |
| 1988 | -      | Del Tongo-Colnago-Zanussi    | -    | Colnago    | Dir. sportivi: Paolo Abetoni, Pietro Algeri                                                                      |
| 1989 | DEL    | Del Tongo-Mele Val di Non    | -    | Pinarello  | Dir. sportivi: Paolo Abetoni, Waldemaro Bartolozzi                                                               |
| 1990 | DEL    | Del Tongo-Rex                | -    | Pinarello  | Dir. sportivi: Paolo Abetoni, Enrico Paolini                                                                     |
| 1991 | DEL    | Del Tongo-MG Boys Maglificio | -    | Pinarello  | Dir. sportivi: Paolo Abetoni, Czesław Lang, Enrico Paolini                                                       |

## Palmarès

### Grandi Giri
- Giro d'Italia

Partecipazioni: 10 (1982, 1983, 1984, 1985, 1986, 1987, 1988, 1989, 1990, 1991)
Vittorie di tappa: 29
1982: 3 (3 Giuseppe Saronni)
1983: 3 (3 Giuseppe Saronni)
1984: 1 (1 Sergio Santimaria)
1985: 5 (2 Saronni, 1 Bombini, 1 Hoste, 1 cronosquadre)
1986: 2 (1 Lech Piasecki, 1 cronosquadre)
1988: 3 (1 Chioccioli, 1 Piasecki, 1 cronosquadre)
1989: 1 (1 Mario Cipollini)
1990: 4 (2 Mario Cipollini, 2 Luca Gelfi)
1991: 7 (3 Chioccioli, 3 Cipollini, 1 Ballerini)
Vittorie finali: 2
1983: Giuseppe Saronni
1991: Franco Chioccioli
Altre classifiche: 1
1983: Punti (Giuseppe Saronni)
- Tour de France

Partecipazioni: 1 (1987)
Vittorie di tappa: 0
Vittorie finali: 0
Altre classifiche: 0
- Vuelta a España

Partecipazioni: 2 (1983, 1984)
Vittorie di tappa: 4
1983: 2 (2 Giuseppe Saronni)
1984: 2 (2 Guido Van Calster)
Vittorie finali: 0
Altre classifiche: 1
1984: Punti (Guido Van Calster)

### Classiche monumento
- Milano-Sanremo: 1

1983 (Giuseppe Saronni)
- Giro di Lombardia: 2

1982 (Giuseppe Saronni); 1986 (Gianbattista Baronchelli)

### Campionati nazionali
- Campionati tedeschi occidentali: 1

In linea: 1985 (Rolf Gölz)